# ビノミ (小惑星)
ビノミ (2029 Binomi) は小惑星帯に位置する小惑星である。スイスの天文学者、パウル・ヴィルトがベルン近くのツィンマーヴァルト天文台で発見した。ベスタ族のような軌道を回っているが、スペクトルが違うので族には含まれない。
「二項定理」(Binomial theorem) を発見したとされる架空の数学者、アレサンドロ・ビノミ (de:Alessandro Binomi)（ファーストネームは諸説がある）に因んで命名された。"binom"というのはもともと「二つの "Bi"」「名前、言葉 "nomen"」というラテン語に由来するが、それが人名になったのはヴィルトの教え子の一人が試験で誤答したからだという。
二項定理を実際に証明したスイスの数学者ヤコブ・ベルヌーイの名も、同じくパウル・ヴィルトによって発見された小惑星 (2034) ベルヌーイに付けられている。